# Estación de Olympiades
Olympiades es una estación de la línea 14 del Metro de París situada en el 13º distrito de París, bajo el cruce de las calles Tolbiac y Nationale.
Desde esta estación se puede llegar a Saint-Lazare, terminal norte de la línea, en 13 minutos.

## Historia
La estación de Olympiades estaba prevista desde la redacción del proyecto Meteor en 1989 con el nombre de Tolbiac - Nationale para un enlace rápido entre Saint-Lazare y Maison Blanche. Por motivos presupuestarios en 1998 no se abrió más que el tramo entre Madeleine y Bibliothèque François Mitterrand, sin embargo la mayor parte de la obra ya se había realizado para construir talleres de mantenimiento de las unidades de la línea 14 donde se encuentra la estación actual.
Finalmente la prolongación se decidió y financió y las obras comenzaron en 2001 durando seis años en los que se excavaron 680 m de nuevo túnel para desplazar los talleres y cocheras y construir la estación propiamente dicha donde estaban situados hasta entonces. La obra se retrasó casi un año por ceder el terreno en la cercanía del patio del Colegio Auguste Perret el 15 de febrero de 2003 por una perforación del túnel y también por problemas con ciertos automatismos de la línea.
Así, tras la fecha inicialmente prevista en junio de 2006, la inauguración de la estación tuvo lugar el 25 de junio de 2007 siendo abierta al público al día siguiente.
La estación toma el nombre del conjunto de edificios situados en el centro del 13º distrito de París al este de la estación de Tolbiac de la línea 7. El nombre elegido provocó tensiones entre la RATP, la ciudad de París y el Comité Nacional Olímpico y Deportivo Francés, propietario este último del nombre. Un acuerdo firmado a principios de julio de 2006 permitió el uso restringido de esta marca registrada en el ámbito del transporte público.

## Descripción
La arquitectura de la estación fue confiada al estudio de arquitectos Ar-Thème, que siguió los principios definidos por Bernard Kohn para el conjunto de la línea 14. Así la estación tiene bóvedas de hormigón de color claro, techos adornados con madera o andenes más anchos que la media de las estaciones de metro. Como toque propio cabe destacar la iluminación anaranjada de las paredes al principio del andén.
El acceso a los andenes está formado por un pozo de tres niveles, el primero para las taquillas y máquinas autoventa, el segundo con una terraza que permite ver las vías y el tercero a nivel de andén, unidos entre sí por escaleras de piedra y mecánicas así como ascensores.

## Alrededores
La estación da servicio a un barrio densamente poblado al sur de la ciudad de París poco cubierto por el metro, que en parte forma el barrio asiático de París y el centro Tolbiac de la Universidad París I.